# 1927年体育
请参看：
- 1927年
- 1927年电影
- 1927年文学
- 1927年音乐
- 1927年台灣

## 大事記

### 4月至6月
- 5月14日－Whiskery 贏得肯塔基打比冠軍。

## 棒球
- 美國職棒大聯盟世界大賽：。

## 足球
主條目：1927年足球
- 英格兰足球联赛 – 纽卡斯尔联足球俱乐部 56分, 哈德斯菲尔德足球俱乐部 51, 桑德兰足球俱乐部 49, 博尔顿足球俱乐部 48, 伯恩利足球俱乐部 47, 西汉姆联足球俱乐部 46
- 1927年足總杯決賽（英语：1927 FA Cup Final） – 卡迪夫城足球俱乐部 1–0 阿森纳足球俱乐部 ，比賽地點位於溫布利球場

## 賽馬
- 第52屆肯塔基打比 
  - 冠軍：Whiskery 。